# Retortamonas intestinalis
Retortamonas intestinalis es un protozoo flagelado perteneciente al orden Retortamonadida que parasita el tracto digestivo de humanos y otros primates. 

## Características generales
- Suele presentar un tamaño inferior a 10 μm.
- Carecen de ciertos orgánulos como son las mitocondrias y el aparato de Golgi.
- Únicamente tiene un hospedador (monoxeno), es cosmopolita y tiene dos formas de vida en su ciclo vital:
  - Trofozoíto: presenta un tamaño en torno a 5-9 μm de longitud y una morfología piriforme. Posee 2 flagelos, uno de ellos largo y asociado al citostoma, zona especializada a través de la cual obtiene el alimento, y el otro, en la zona anterior, asociado a una función de motilidad. Tiene un único núcleo que se dispone en la zona anterior, cerca del punto de inserción de los flagelos. El trofozoíto es la forma vegetativa que se alimenta y se reproduce.
  - Quiste: presenta un tamaño en torno a 6 μm de longitud y una morfología ovalada. No presenta flagelos ni citostoma, aunque se pueden llegar a apreciar restos de estas estructuras, como los axonemas intracitoplasmáticos. Tiene un único núcleo que se dispone más o menos en la zona central. El quiste es la forma vegetativa infectante y de resistencia.
- Alimentación por fagocitosis, a través del citostoma, de partículas del tracto digestivo.
- Reproducción por división binaria longitudinal. No presentan reproducción sexual.

## Ciclo vital e infección
R. intestinalis vive como comensal en el intestino grueso tanto del ser humano como de otros primates. Puesto que presenta un único hospedador, su ciclo vital es directo y tiene lugar a través de los quistes, que son eliminados por las heces y ya presentan capacidad infectiva. Cuando dichos quistes son ingeridos por un nuevo hospedador, los quistes llegan al intestino grueso donde generan trofozoitos que se alimentan y reproducen, dando lugar a nuevos quistes y cerrando así su ciclo vital.

## Patogenicidad
R. intestinalis está considerado como un parásito apatógeno, ya que no causa ningún tipo de dolencia, a excepción de ciertas diarreas debidas a la irritación de la mucosa intestinal cuando el número de parásitos aumenta de forma considerable.

## Epidemiología
R. intestinalis es un parásito de escasa prevalencia y, si bien no existen datos concretos al respecto, no parece que exista un alto número de individuos infectados.